# Kosi (Viškovo)
Kosi je naselje u Hrvatskoj u općini Viškovu. Nalazi se u Primorsko-goranskoj županiji.

## Zemljopis
Jugozapadno se nalaze Brnčići, jugoistočno su Sroki, Mladenići i Ronjgi, a istočno su Marčelji.